# Ga Khu liên hợp công nghiệp quốc gia Juan
Ga Khu liên hợp công nghiệp quốc gia Juan (Incheon J Valley) (Tiếng Hàn: 주안국가산단(인천J밸리)역, Hanja: 朱安國家産團(仁川제이밸리)驛) là ga tàu điện ngầm của Tàu điện ngầm Incheon tuyến 2 nằm ở Gajwa-dong, Seo-gu, Incheon. Tên phụ của nhà ga là Incheon J Valley.

## Lịch sử
- 5 tháng 10 năm 2015: Tên ga được quyết định là Ga Khu liên hợp công nghiệp quốc gia Juan[1]
- 30 tháng 7 năm 2016: Bắt đầu kinh doanh với việc khai trương Tàu điện ngầm Incheon tuyến 2[2]

## Bố trí ga
| Gajaeul ↑ |
| \| N/B    |
| ↓ Juan    |

| Hướng Bắc | ● Incheon tuyến 2 | ← Hướng đi Incheon Gajwa · Seongnam · Geomam · Geomdan Oryu            |
| Hướng Nam | ● Incheon tuyến 2 | → Hướng đi Juan · Công viên công dân · Văn phòng Namdong-gu · Unyeon → |

## Xung quanh nhà ga
- Khu liên hợp công nghiệp quốc gia Juan
- Sân vận động cộng đồng Dong-gu
- Songnim- dong, Dong-gu
- Cơ sở Namincheon Bách khoa Hàn Quốc 2
- Sân tennis Gajwa thành phố Incheon
- Rinnai Hàn Quốc
- Incheon J Valley
- Trung tâm y tế thành phố đô thị Seoul

## Hình ảnh

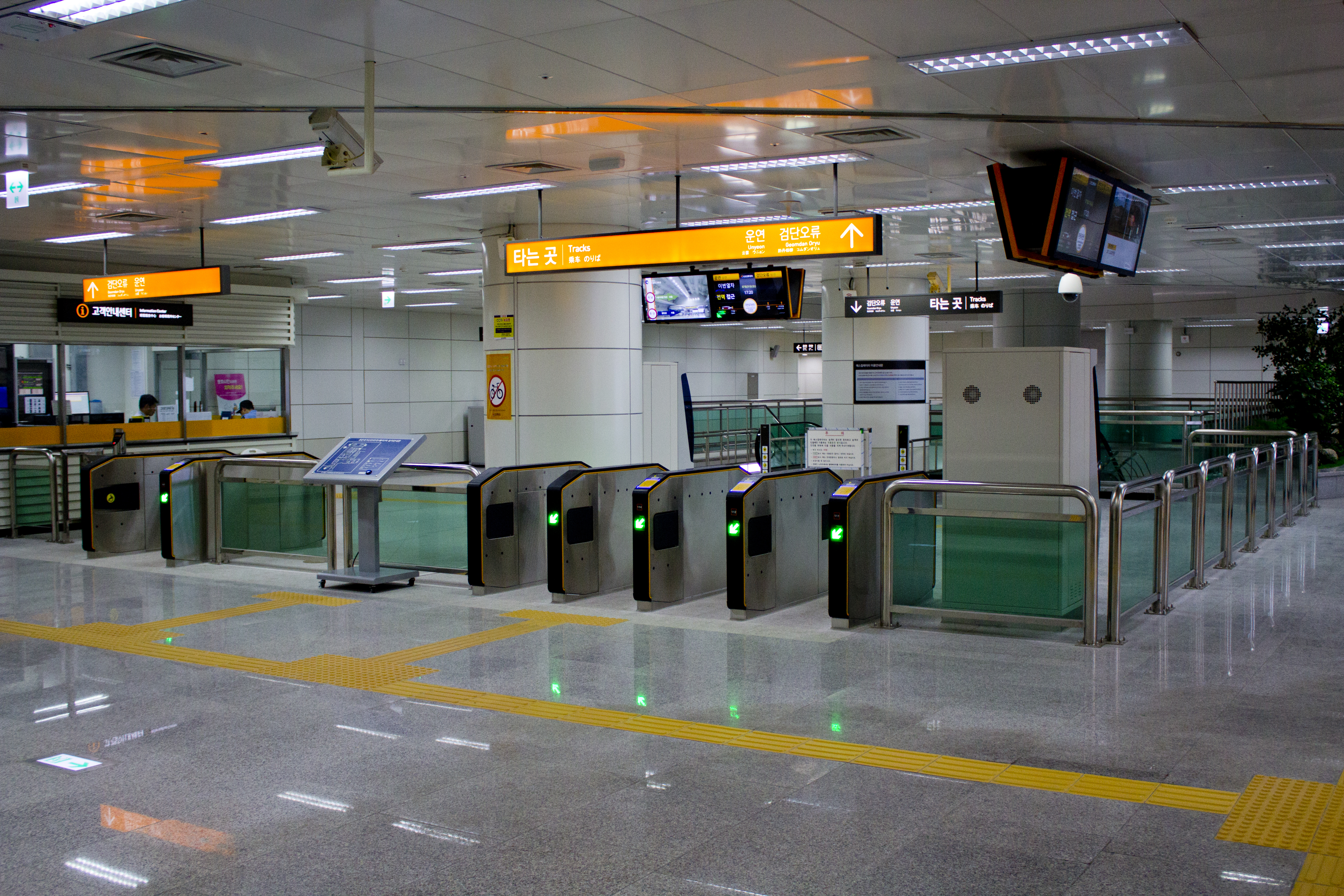
Phòng chờ
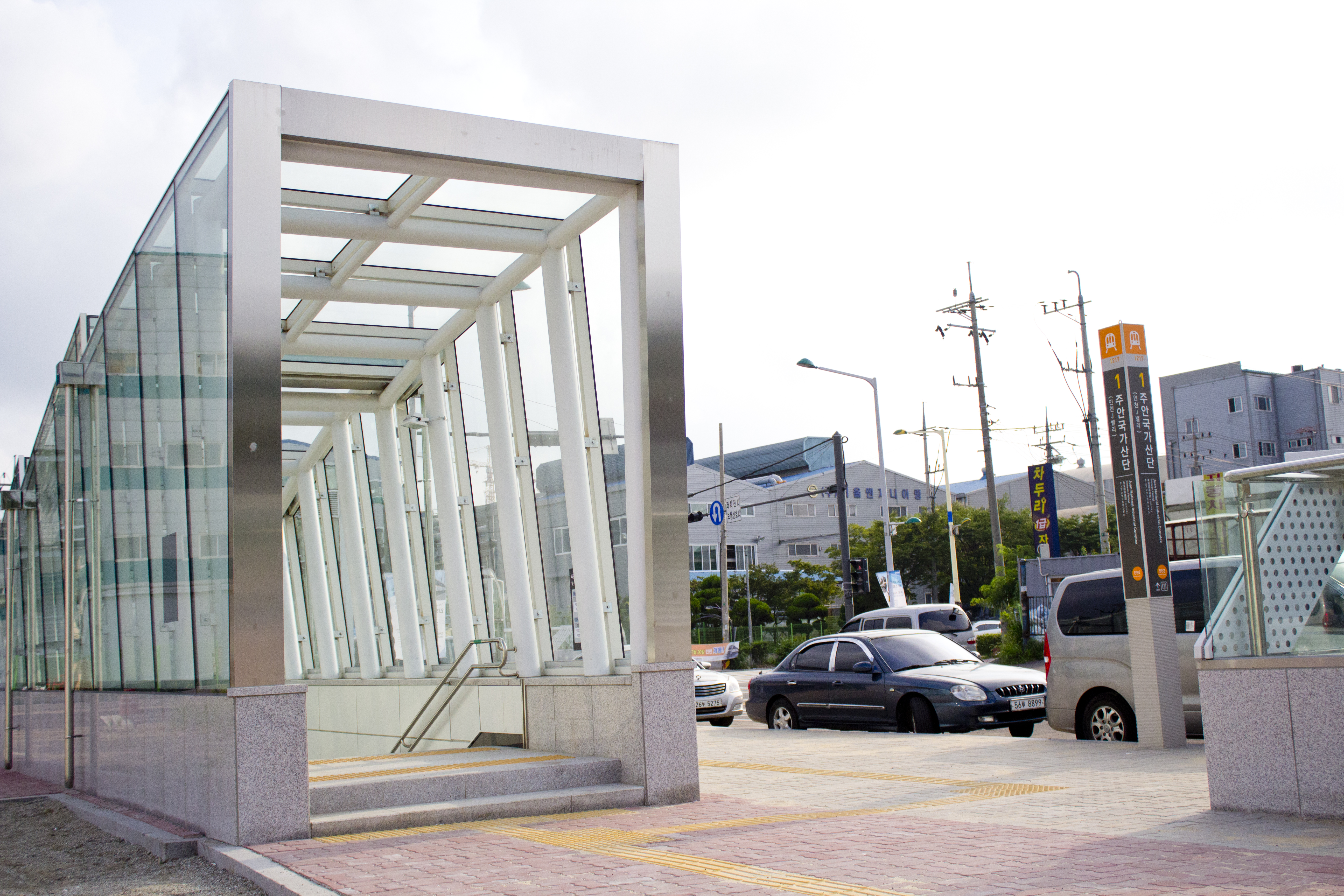
Lối vào 1
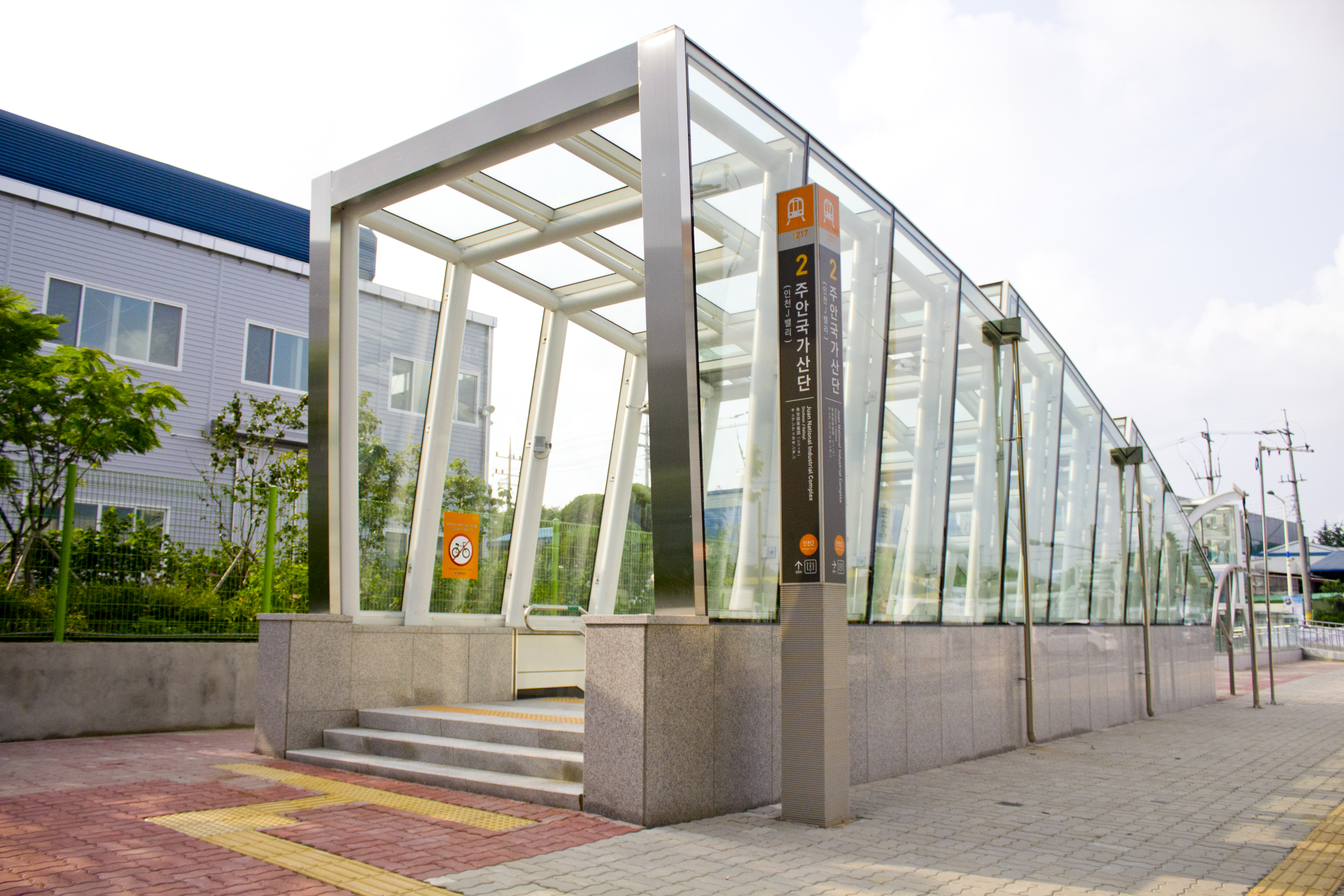
Lối vào 2